# District de Pont-à-Mousson
Le district de Pont-à-Mousson est une ancienne division territoriale française du département de la Meurthe de 1790 à 1795.
Il était composé des cantons de Pont à Mousson, Belleau, Dieulouard, Flirey, Morville, Nomeny, Pagny et Thiaucourt.

## Galerie

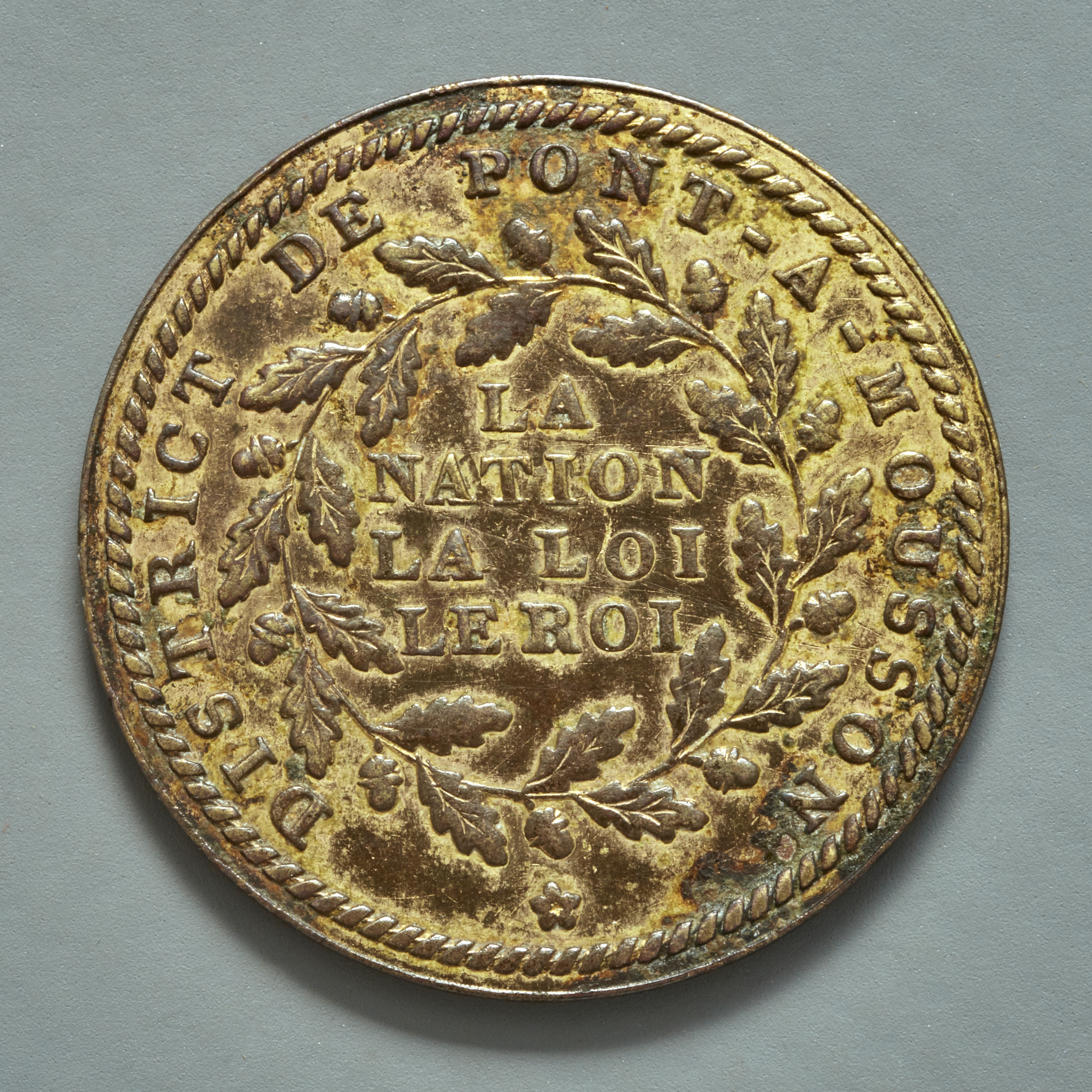
Bouton (musée Carnavalet) :  DISTRICT DE PONT-A-MOUSSON
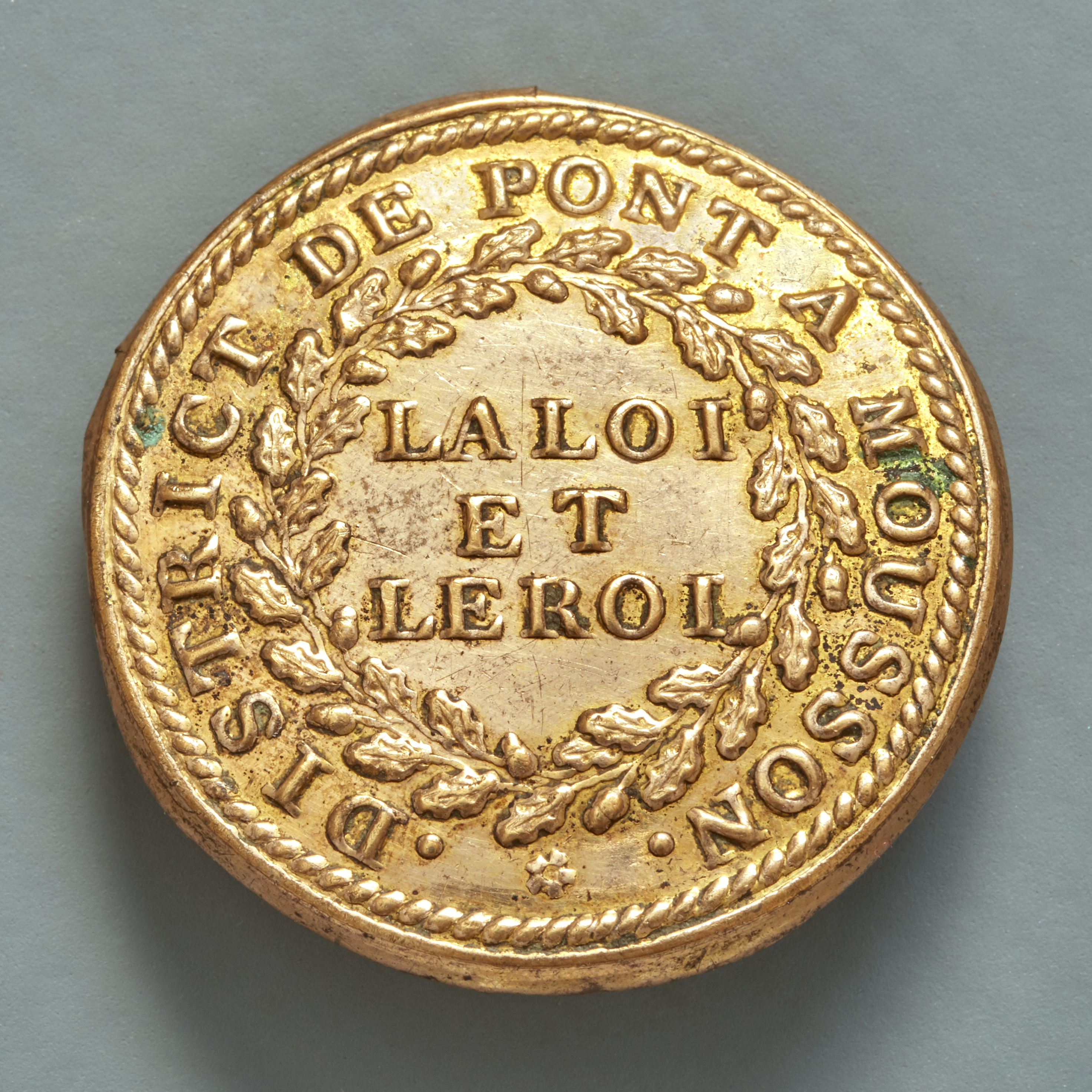
Bouton (musée Carnavalet) :  DISTRICT DE PONT A MOUSSON